# Maja Hagerman
Maja Anna Maria Hagerman, född 3 februari 1960, är en svensk författare och filmare som arbetar med dokumentärt berättande om historia. Hon är konstnärlig lektor i bildproduktion vid Dalarnas Audiovisuella Akademi, Högskolan Dalarna, och har en bakgrund som vetenskapsjournalist.

## Biografi
Hagerman har skrivit flera fackböcker om svensk historia och producerat ett tiotal historiska dokumentärer för SVT, ofta om nya perspektiv på historien om Sverige, om riksbygget, landskapet, folket, nationalmyten och rasforskningen. Hon promoverades till filosofie hedersdoktor vid Historisk-filosofiska fakulteten vid Uppsala universitet 2012 och är i pågående forskning affilierad till Center for Nordic Studies vid Helsingfors Universitet.
Hagerman undervisar även i historisk dokumentärfilm som konstnärlig lektor i Bildproduktion vid Högskolan Dalarna. 
Hagerman började berätta om historisk forskning på radion, i Vetandets värld, men övergick 1986 till Sveriges Television där hon gjorde historiska dokumentärfilmer om andeskådaren Emanuel Swedenborg, journalisten Wendela Hebbe och Skansens grundare Artur Hazelius.
Hon fick sitt genombrott som författare 1996 med boken Spåren av kungens män,  som byggde på ny forskning om hur det svenska riket bildats i skiftet mellan vikingatid och medeltid, om arkeologi i tidiga städer som Lund och Sigtuna, tidig myntning, runstensresande, kyrkobyggande och kyrkoorganisation. Boken tilldelades Augustpriset i den facklitterära kategorin; prisjuryn skrev att "Hagerman gör ny kunskap tillgänglig i en vederhäftig och fantasieggande skildring av Sverige för tusen år sedan". Hösten 1999 utkom Tusenårsresan, en fristående fördjupning om människor som levt i den omvälvande tiden kring år 1000 belyst genom ett urval av arkeologiska platser och föremål. Boken gjorde hon i samarbete med fotografen Claes Gabrielson, de gjorde även TV-serien Tusenårsresan som sändes i SVT 1999. År 2003 publicerade hon I miraklers tid med fotografier av Gabrielson, om den medeltida världsbild som formade kyrkorna, och hur dessa landets äldsta bevarade hus byggdes med förkristna gravar och kultplatser i sin närhet i ett landskap som präglats av hedendom. Samma år gjorde paret även en historisk dokumentär serie om Heliga Birgitta för SVT med Pernilla August i rollen som helgonet. 
År 2006 publicerade Hagerman Det rena landet om hur Sverige blev en spetsnation inom rasforskning på 1800-talet då vetenskapsmän, konstnärer och författare skapade bilden av svenskarna som ett folk med unik härkomst. Särskilt belyses samarbetet mellan medicinare och arkeologer, som professorerna i anatomi vid Karolinska institutet Anders Retzius och Gustaf Retzius, och landets ledande arkeologer Oscar Montelius och Hans Hildebrand vid Nationalmuseum. Även i historiska dokumentärfilmer för SVT, Den keltiska gåtan och Germaner, berättade hon om äldre tiders förståelse av ”folk-tillhörighet” och rasforskning i historien, samt hur modern forskning förstår gamla begrepp för etniciteter och folk.
Hösten 2015 utkom Käraste Herman, den första biografin om ledaren för världens första statliga rasbiologiska institut 1922–1935, läkaren och professorn Herman Lundborg i Uppsala. Boken, som nominerades till Augustpriset, bygger bland annat på flera tusen bevarade privatbrev till Lundborg från vänner och kollegor som stödde honom, men även från den första hustrun som börjar sina brev ”Käraste Herman” då han ofta var på resa i norr. Även i dokumentärfilmen Hur gör man för att rädda ett folk? berättar Hagerman om Herman Lundborg i ytterligare ett samarbete med Clas Gabrielson. Filmen sändes i SVT i januari 2015 och finns att se på Vimeo on demand, även på engelska.
Våren 2019 utkom Trådarna i väven. På spaning bland minnen och kulturarv i Sverige, en samling personliga betraktelser om kulturarv, människor och minnen i Sverige. Boken innehåller essäer om resor runt om i landet och om personer som på olika sätt tar hand om spår av det förflutna och försöker förstå dem.
Hösten 2022 kom essäsamlingen Minnesbrunnen. Om skallmätare, helgon och hotet mot demokratin, som handlar om hur minnet och glömskan präglar samhället. Temat belyses genom fem olika historiska exempel som också blir en språngbräda ut i samtiden och framtiden. De visar hur vårt sätt att minnas, av flera olika skäl, nu håller på att förändras, och att det nu pågår en kamp om minnen. 
Sommaren 2025 utkommer Botvid. Den förste svensken. Den handlar om den första vanliga personen i den svenska historien som det går att veta lite mer om. Sankt Botvid levde för 900 år sedan, han dog år 1120, och blev sen vördad som helgon och folklig symbolgestalt i det skede då Sverige blev till som ett kristet rike.   
Maja Hagerman har varit sommarvärd 1997 och 2016.

### Familj
Maja Hagerman är dotter till regissören Helge Hagerman och chefsrådmannen Ingegärd, född Lövgren, vars far var rektorn Robert Lövgren, samt halvsyster till Lina och Lotta Hagerman.

## Dokumentärfilmer i urval - tillsammans med Claes Gabrielson
- 2001 – Den keltiska gåtan (SVT)
- 2002 – Germaner. Om konsten att uppfinna sina förfäder (SVT)
- 2015 – Hur gör man för att rädda ett folk? Om Herman Lundborg chef för rasbiologiska institutet.[15] Engelsk version What measures to save a people? about Herman Lundborg head of the Swedish State Institute for Race biology.[10]

## Priser och utmärkelser
- 1996 – Augustpriset för Spåren av kungens män
- 2003 – Årets bok om svensk historia för I miraklers tid
- 2004 – Hertig Karls pris för I miraklers tid
- 2009 – Samfundet De Nios Särskilda pris för Det rena landet
- 2011 – Årets bok om svensk historia för Försvunnen värld
- 2012 – Disapriset för Försvunnen värld
- 2012 – Hildebrandspriset för Försvunnen värld
- 2016 – Axel Hirschs pris för Käraste Herman
- 2012 – Hedersdoktor vid Historisk-filosofiska fakulteten vid Uppsala universitet
- 2019 – Jan Fridegårdpriset
- 2020 – Kulturhammaren, Sveriges Hembygdsförbund för Trådarna i väven
- 2020 – Natur & Kulturs populärvetenskapliga pris för Trådarna i väven
- 2022 – Albert Bonniers 100-årsminne
- 2022 – S:t Eriks medaljen
- 2023 – Stiftelsen Klockrosens stipendium för Minnesbrunnen
- 2024 – Gun och Olof Enqvists stipendium, Svenska Akademien